# Judo-Ozeanienmeisterschaften
Die Judo-Ozeanienmeisterschaften (offiziell: OJU Championships) werden seit 1965 von der Oceania Judo Union (OJU) organisiert und finden seit 2010 jährlich an wechselnden Austragungsorten statt. Im Jahr 1975 fanden erstmals Wettbewerbe für Frauen statt.

## Liste der Veranstaltungen
| Nr. | Jahr | Austragungsort   | Land                   |
| --- | ---- | ---------------- | ---------------------- |
| 1   | 1965 | Auckland         | Neuseeland             |
| 2   | 1966 | Sydney           | Australien             |
| 3   | 1969 | Taita            | Neuseeland             |
| 4   | 1970 | Nouméa           | Neukaledonien          |
| 5   | 1973 | Sydney (2)       | Australien             |
| 6   | 1975 | Christchurch     | Neuseeland             |
| 7   | 1977 | Melbourne        | Australien             |
| 8   | 1979 | Rotorua          | Neuseeland             |
| 9   | 1981 | Suva             | Fidschi                |
| 10  | 1983 | Nouméa (2)       | Neukaledonien          |
| 11  | 1985 | Auckland (2)     | Neuseeland             |
| 12  | 1988 | Sydney (3)       | Australien             |
| 13  | 1990 | Papeete          | Französisch-Polynesien |
| 14  | 1992 | Wellington       | Neuseeland             |
| 15  | 1994 | Sydney (4)       | Australien             |
| 16  | 1996 | Wellington (2)   | Neuseeland             |
| 17  | 1998 | Apia             | Samoa                  |
| 18  | 2000 | Sydney (5)       | Australien             |
| 19  | 2002 | Wellington (3)   | Neuseeland             |
| 20  | 2003 | Suva (2)         | Fidschi                |
| 21  | 2004 | Nouméa (3)       | Neukaledonien          |
| 22  | 2006 | Papeete (2)      | Französisch-Polynesien |
| 23  | 2008 | Christchurch (2) | Neuseeland             |
| 24  | 2010 | Canberra         | Australien             |
| 25  | 2011 | Papeete (3)      | Französisch-Polynesien |
| 26  | 2012 | Cairns           | Australien             |
| 27  | 2013 | Apia (2)         | Samoa                  |
| 28  | 2014 | Auckland (3)     | Neuseeland             |
| 29  | 2015 | Païta            | Neukaledonien          |
| 30  | 2016 | Canberra (2)     | Australien             |
| 31  | 2017 | Nukuʻalofa       | Tonga                  |
| 32  | 2018 | Nouméa (4)       | Neukaledonien          |